# Arthur Gerstner
Arthur Gerstner-Hirzel (* 1920; † vor 1979) war ein Schweizer Anglist.

## Leben und Schaffen
Gerstner promovierte 1957 an der Universität Basel mit der Arbeit The Economy of Action and Word in Shakespeare’s Plays. Er prägte den Begriff der syntax of stage pictures in der Shakespeareforschung.
Gerstner war mit der Volkskundlerin und Philologin Emily Gerstner-Hirzel verheiratet.

## Schriften (Auswahl)
- Stagecraft and Poetry. In: SJ. XCI, 1955, S. 196–211.
- The Economy of Action and Word in Shakespeare’s Plays. 1957.